# Probezzia jamnbacki
Probezzia jamnbacki är en tvåvingeart som beskrevs av Wirth 1971. Probezzia jamnbacki ingår i släktet Probezzia och familjen svidknott. Inga underarter finns listade i Catalogue of Life.